# Shoya Bājin Naito
Shoya Bājin Naito (初夜ヴァージン・ナイト), tên tiếng Anh là Virgin Night, là một tuyển tập những manga ngắn có nội dung khiêu dâm do Tanaka Yutaka sáng tác. Nó được chuyển thể thành một anime OVA dài 30 phút vào năm 2001.

## Số tập truyện
1. ISBN 4-8124-5152-3, published on ngày 27 tháng 11 năm 1997
2. ISBN 4-8124-5527-8, published on ngày 18 tháng 7 năm 2001